# AgustaWestland AW139
L'AgustaWestland AW139 est un hélicoptère moyen polyvalent issu d'une collaboration italo-américaine entre AgustaWestland et Bell Helicopters.

## Origine
Profitant du salon aéronautique de Farnborough, les constructeurs italien Agusta et américain Bell Helicopter Textron annoncèrent le 8 septembre 1998 la création d’une coentreprise devant assurer le développement de deux appareils : le Bell/Agusta BA609, un convertible dont le programme avait été lancé conjointement par Bell et Boeing, et l’Agusta Bell AB-139, qui remplaçait un projet antérieur d’Agusta, une version utilitaire de l’Agusta A.109 Hirundo. Un accord définitif fut conclu le 6 novembre 1998, Bell étant actionnaire majoritaire de l’ensemble des deux programmes mais ne couvrant que 25 % du programme AB-139, soit l’assemblage de l’appareil pour le marché américain. Agusta (75 % des risques) étant responsable du développement de l’hélicoptère, de sa certification et de sa fabrication pour le reste du monde. Une participation qui a en fait été partagée avec GKN Westland (entraînement du rotor anti-couple), Honeywell (avionique), Kawasaki (transmission principale), Liebherr (atterrisseur et conditionnement d’air), Pratt & Whitney of Canada (motorisation) et PZL-Świdnik (éléments de cellule).
Biturbine et polyvalent, le nouvel hélicoptère devait pouvoir transporter 15 personnes ou 2 500 kg à 290 km/h, répondre à la nouvelle norme FAR/JAR 29, et être adaptable à de multiples rôles : évacuation sanitaire, opérations de police armée, lutte incendie, etc. Une maquette grandeur fut présentée au salon du Bourget en juin 1999, puis une version militaire annoncée en juillet 2000. Cette version militaire n'a pas été retenue par l'US Army dans le cadre du programme Light Utility Helicopter Program (remporté par l'Eurocopter UH-72A), mais semble devoir connaître un certain succès.
L'AW139 est également produit en Russie par HeliVert, une coentreprise entre AgustaWestland et Russian Helicopters.

## D'Agusta Bell AB-139 à AgustaWestland AW139
Il n’y eut pas de prototype. Le premier appareil de présérie [I-ACOI] effectua son premier vol le 3 février 2001 à Vergiate, suivi d’un second [I-ATWO] le 4 juin 2001 et d’un troisième [I-EPIC] le 22 octobre 2001. La production de série fut lancée en novembre 2001 et le premier appareil de série [I-ANEW] présenté à Farnborough en juillet 2002. Les trois premiers exemplaires de série furent utilisés pour les essais officiels, la certification italienne étant obtenue le 20 juin 2003 après 1 600 heures d’essais statiques et en vol. En aout 2005 Bell Helicopter Textron a annoncé qu’il revendait à Agusta, devenue AgustaWestland après la fusion avec GKN Westland, les 25 % qu’il détenait dans le programme Agusta Bell AB-139. Cet hélicoptère est donc devenu AgustaWestland AW139.
En octobre 2005, AgustaWestland a annoncé son entrée dans la compétition pour le LUH (Light Utility Helicopter) de l'US Army, en partenariat avec L-3 Communications Integrated Systems. Elle projette un US139 version modifiée de l'AW139. L-3 serait chargée de l'assemblage final et de l'intégration de l'avionique spécifique sur son site de Waco au Texas. L'Eurocopter UH-72 Lakota est finalement choisi le 30 juin 2006.
Durant le Salon du Bourget 2007, AgustaWestland a livré le 100e AW139 à Synergy Aerospace (es), son distributeur pour le Brésil, le carnet de commandes totalisant alors 260 appareils pour 80 clients dans 30 pays. Pour faire face à la demande une seconde chaine de montage a été ouverte chez Agusta Aerospace Corporation à Philadelphie, États-Unis, celle-ci alimentant les clients américains du nord ou du sud.
AgustaWestland et Russian Helicopters ont signé un accord préliminaire de lancer la production d'hélicoptères AW139 en Russie au Salon aéronautique de Farnborough en 2008. Un pacte d'actionnaires a été signé par la suite en juin 2010 ouvrant la voie pour commencer à construire une nouvelle usine à partir de rien à Tomilino (en) dans l'oblast de Moscou. À l'été 2011, les accords définitifs sur la création de la coentreprise  HeliVert ont été signés et au début de 2012 des spécialistes de HeliVert sont en Italie au centre de formation AgustaWestland. Le premier appareil est sorti des chaines de montage en décembre 2012 et il est alors prévu que jusqu'à 15 à 20 AW139 seront assemblés chaque année pour satisfaire la demande sur le marché de la Communauté des États indépendants.
En février 2012, on fait état de 740 commandes par près de 200 clients de plus de 60 pays. Plus de 450 appareils sont alors déjà en service.
En février 2014, il y a eu 620 livraisons pour 750 commandes.
Depuis 2019, une version militaire est construite à Philadelphie pour l'USAF en partenariat avec Boeing, le Boeing MH-139A Grey Wolf. Le premier hélicoptère de série est réceptionné par l'USAF le 5 août 2024

## Description technique
L'AW139 est un hélicoptère biturbine à l'architecture conventionnelle.

## Utilisateurs militaires et gouvernementaux

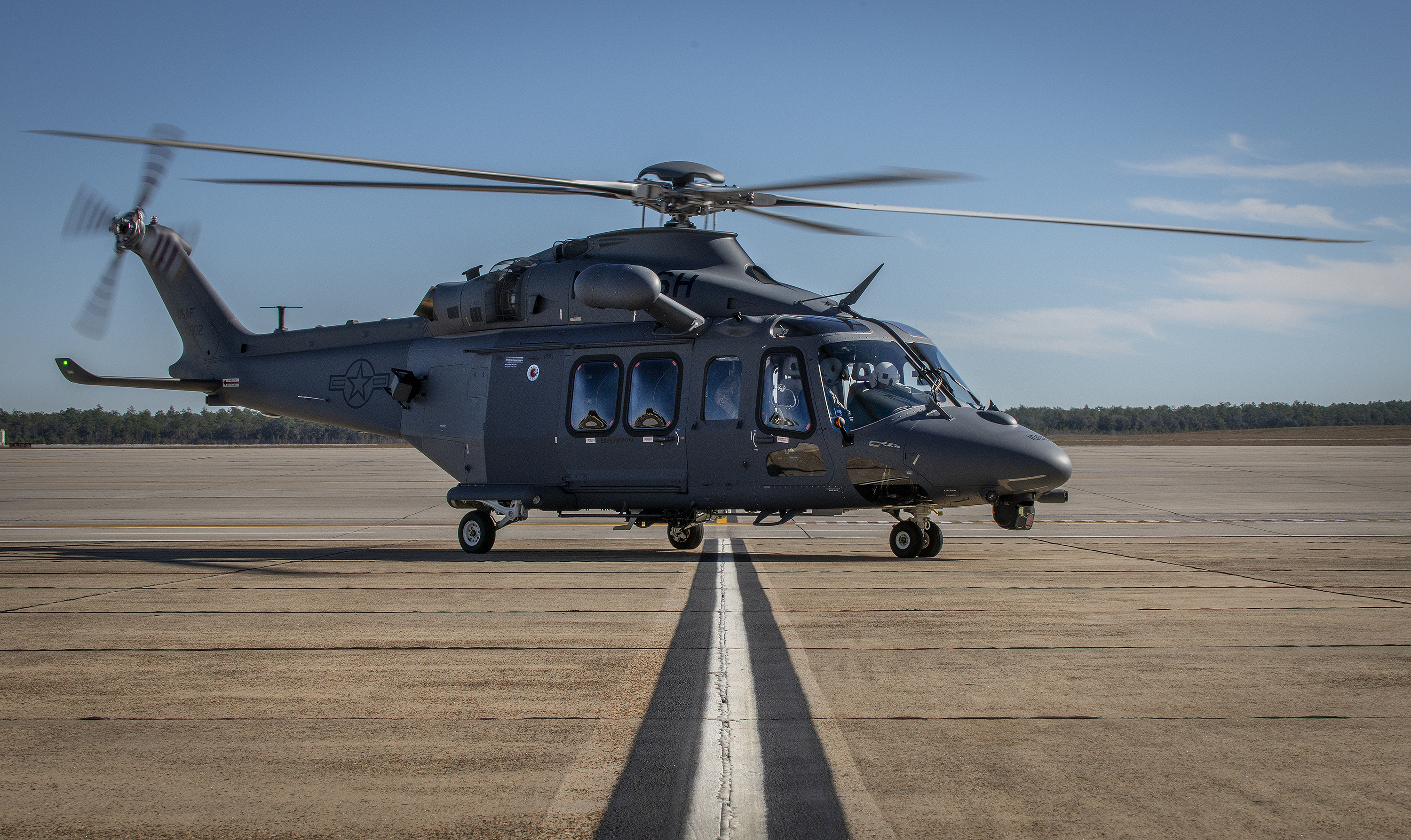
Le premier MH-139 Grey Wolf de l'USAF est présenté le 19 décembre 2019 à la Eglin Air Force Base.

- Australie : Le gouvernement du Queensland a commandé 3 AW139 en version SAR en juin 2006
- Algérie : 14 appareils pour l'armée de l'air algérienne, et 6 appareils pour la protection civile algérienne[8].
- Chine : Le Beijing Municipal Public Safety Bureau a pris livraison le 31 juillet 2007 d’un AW139 (et deux AW109 Power) devant participer aux opérations de sécurité durant les Jeux olympiques de 2008. 2 autres sont commandés en 2012. Au moins 5 autres services de police locale en ont commandé.
- Corée du Sud : 3 commandes au total à la date de 2012 pour la garde côtière coréenne, 2 livraisons le 10 décembre 2009 et un 3e commandé en avril 2012[9]
- Chypre : Garde nationale de Chypre[10]
- Émirats arabes unis : 8 appareils commandés en 2005 pour les forces armées, soit 6 en version SAR et 2 pour le transport VIP afin de remplacer des Eurocopter EC.155B1.
- Espagne : La SASEMAR, agence espagnole de sauvetage en mer, a commandé 3 appareils en 2006, 2 supplémentaires en octobre 2007.
- Estonie : 2 appareils commandés pour le ministère de l’Intérieur pour les missions SAR.
- États-Unis : Service des douanes et de la protection des frontières des États-Unis, Los Angeles Fire Department (2 commandés en mars 2007), l'United States Air Force commande 84 appareils en septembre 2018 de la version Boeing MH-139 Grey Wolf à livrer entre 2021 et 2031[11], avec un premier exemplaire livré pour essais le 19 décembre 2019[12]. Huit budgétés dans l'année fiscale 2021, aucun en 2022[13]. Les quatre premiers entrent en service actif mi-août 2022[14]. Entrée en service opérationnel en mars 2024, la commande est réduite à cette date à 42 unités[15]. Envisagé par l’United States Coast Guard dans le cadre du programme Deepwater.
- Irlande : L’Irish Air Corps a commandé 4 AW-139 en 2005 (plus 2 en option) afin de remplacer les Alouette III. Le premier exemplaire [274] a été livré le 10 août 2006, les 3 suivants en octobre.
- Italie : La Garde côtière a commandé 4 AW-139, la Garde des finances 2 exemplaires. Police italienne et Carabinieri[10]
- Japon : Tokyo Metropolitan Police Department, Garde côtière du Japon (3 commandés en octobre 2006, pour un besoin annoncé de 24). Pompiers de Saitama[10]
- Liban : 1 appareil de transport VIP (Armée libanaise).
- Namibie : 2 appareils destinés au Government Air Transport Unit furent commandés en 2002. Le premier [V5-HNG] étant livré le 16 septembre 2004.
- Nigeria : 4 appareils commandés en 2006 pour la marine (version SAR et transport VIP).
- Oman : 6 commandés pour le Police Air Wing en 2004.
- Royaume-Uni : 10 appareils en service chez l'HM Coastguard[10]
- Sénégal : 1 appareil de transport VIP (Armée de l'air sénégalaise) - 2013.
- Thaïlande : 2 appareils commandés fin 2012, livraison en février 2014 (Royal Thaï Army).
- Zambie : 1 appareil de transport VIP commandé en août 2006.
- Côte d'Ivoire: un appareil de transport VIP acquis en 2015

## Principaux utilisateurs civils
- Aero Toy Store : Basée à Fort Lauderdale, Floride, a commandé 12 hélicoptères à AgustaWestland en juin 2006, dont 4 AW139.
- Bristow Helicopters (en) : La compagnie anglaise offshore a été la cliente de lancement avec 2 appareils commandés le 26 septembre 2000.
- CHC Helicopters (en) : La division européenne de l’opérateur canadien exploitait 8 AW139 début août 2007. Certains sont basés aux Pays-Bas, d’autres assurent des missions SAR au profit des Garde-côtes britanniques.
- Copterline (en) : Le principal opérateur d’hélicoptères de Finlande avait suspendu son exploitation passager entre Helsinki et Tallinn, Estonie, le 22 juin 2006, après l’accident d’un Sikorsky S-76 le 10 août 2005, qui s’était soldé par la mort de 14 personnes. Le 5 septembre 2007 la compagnie a annoncé la commande de 2 AW139 pour reprendre son exploitation.
- Era Aviation : Le premier des 20 AW139 destiné à cette filiale du groupe américain Seacor Holding Inc (en), spécialisée dans les opérations offshore, a été livré fin 2005.
- Gulf Helicopters : Basée à Doha au Qatar, 17 AW139 font partie de la flotte et évoluent principalement pour les plateformes gazières du Qatar[16].
- Hawker Pacific (en) : 4 appareils commandés en février 2001 pour utilisation offshore dans le golfe Persique.
- Heli Express (en) : l’opérateur de Hong Kong a commandé 7 appareils destinés aux transports VIP et offshore en juin 2007.
- Saudi Aramco: Compagnie basée en Arabie Saoudite
- Westair Helicopters : compagnie basée en Italie destinée au marché offshore
- Weststar : Compagnie basée en Malaisie
- Atlantic Airways : Compagnie basée aux Îles Féroé qui possède deux appareils
- Toll Rescue Helicopter Service : Assure les missions médicales aéroportées de la Nouvelle-Galles du Sud en Australie (secteur sud)[17].
- Air Green société de secours alpine italienne possède 5 exemplaires[18].
- Kansai TV, télévision japonaise[10].
- Helity (Copter airlines) : basée sur l'Héliport de Ceuta (Espagne) depuis 2017. 3 appareils qui réalisent souvent des allers-retours entre la province Ceuta et l'héliport de Algésiras.